# Stethoperma batesi
Stethoperma batesi är en skalbaggsart som beskrevs av Auguste Lameere 1884. Stethoperma batesi ingår i släktet Stethoperma och familjen långhorningar. Inga underarter finns listade i Catalogue of Life.